# Helena Anýzová
Helena Anýzová, née le 21 août 1936 à Pilsen et morte le 23 août 2015 à Prague, est une actrice tchèque qui apparait parfois sous le nom d'Helena Anizová.

Elle est connue principalement pour son rôle dans Valérie au pays des merveilles, adaptation du roman de Vítězslav Nezval.

## Filmographie
- 1965 : Délka polibku devadesát
- 1969 : L'Incinérateur de cadavres (Spalovač mrtvol)
- 1970 : Valérie au pays des merveilles (Valerie a týden divu)